# Lamponova
Lamponova is een monotypisch geslacht van spinnen uit de  familie van de Lamponidae.

## Soort
- Lamponova wau Platnick, 2000